# Ejército parto

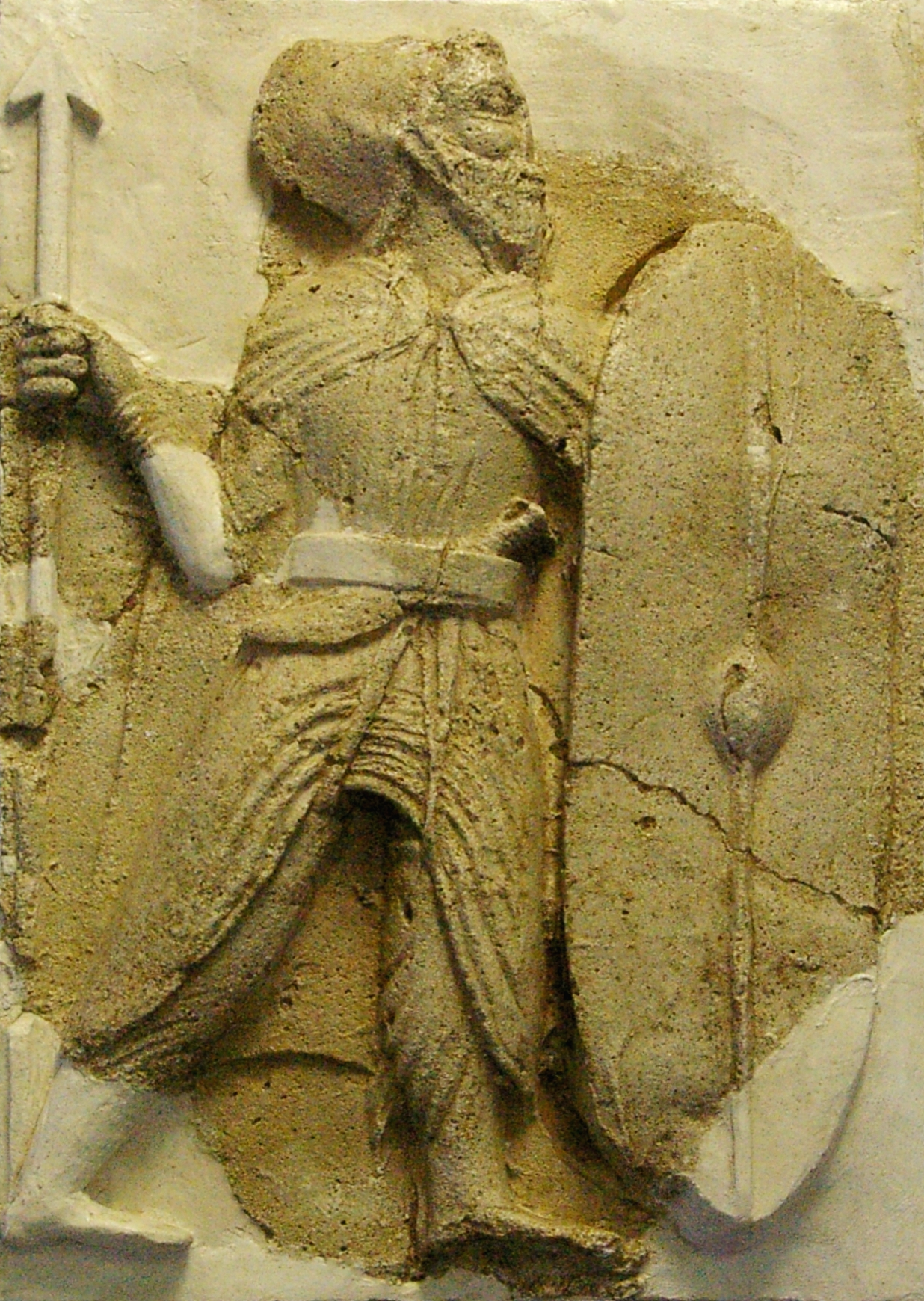
Imagen de un guerrero parto.

El ejército parto fue uno de los más temidos de la Antigüedad, para los primeros diádocos de Alejandro Magno y luego de los romanos. Los partos se convertirían por mucho tiempo en los mayores enemigos de Roma, ya que los romanos nunca pudieron encontrar una manera de derrotarlos.

## Organización
El ejército parto no tenía una clara estructura organizativa. Por lo que se sabe, el ejército parto era liderado por un comandante supremo, que era o bien el rey, el príncipe, o un spahbod. Los spahbods eran elegidos si el rey o príncipe no estaban disponibles y eran escogidos de una de las grandes casas (Surena, el vencedor de Carras es un buen ejemplo). A partir de ahí el ejército se dividía en gunds (divisiones), que fueron divididos en drafsh (unidades grandes), que fueron divididos en washt (unidades pequeñas). Todos estos eran dirigidos por la nobleza regional llamada azats, donde el rey tenía poco control. A diferencia de los sasánidas posteriores, la estructura de mando de los partos era feudal, el rey tuvo que depender de las azats para presentarse en la reunión llamada sin demasiada confianza.

## Catafractos y arqueros a caballo

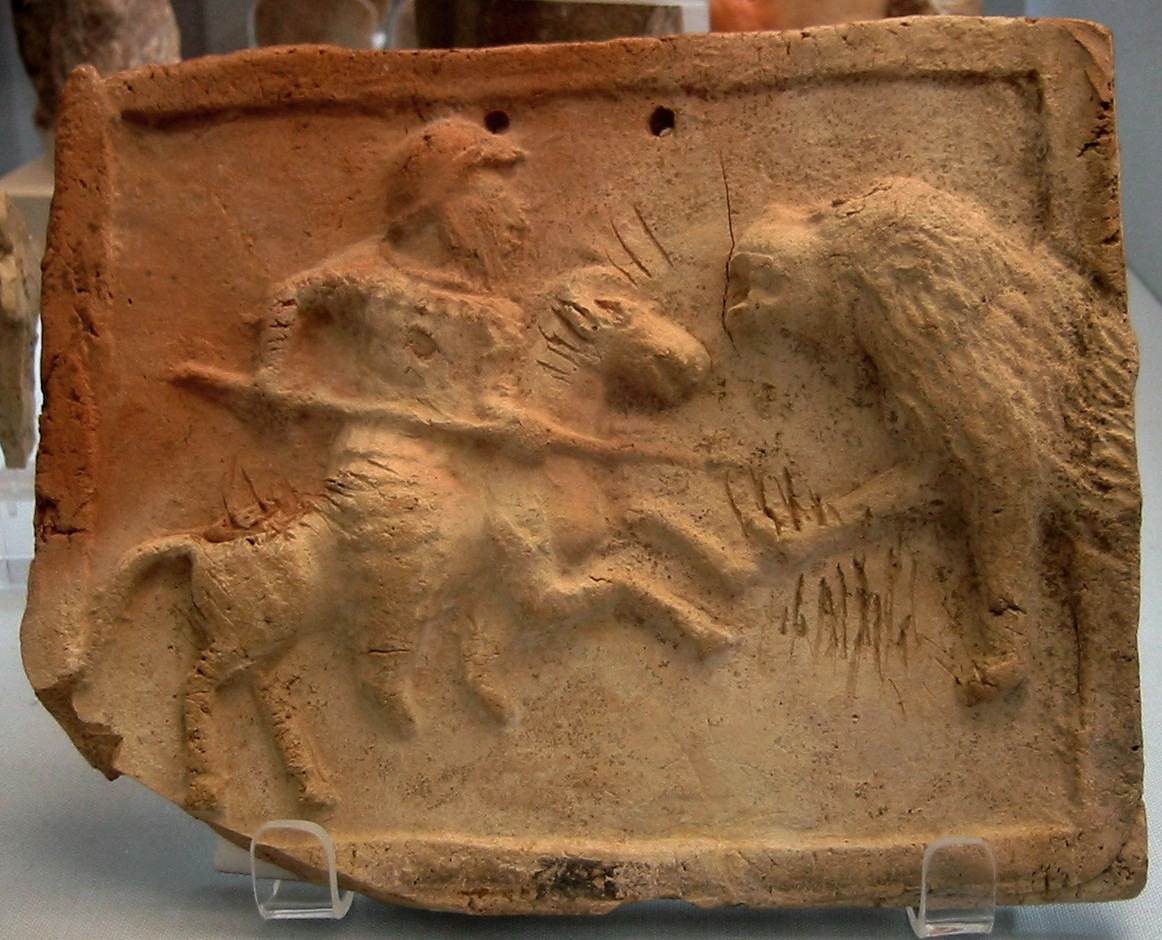
Un catafracto parto luchando contra un león.

El ejército parto estaba formado principalmente de caballería, la infantería servía de poco. La columna vertebral del ejército parto eran los nativos catafractos iranios y los arqueros a caballo. Se complementaban con levas territoriales (llamada hamspah) y mercenarios extranjeros. La más conocida y documentada de lo anterior fue el catafractos arqueros y caballería ligera.  Los catafractos partos estaban bien armados y acorazados, solían llevar un casco de bronce o hierro, armadura de escamas o de láminas de hierro, cosidas sobre prendas de cuero, permitiendo la movilidad de brazos y piernas, guanteletes acorazados, protector para el cuello, botas de cuero con refuerzos metálicos laminares y barda para el caballo, desde la cabeza hasta casi los cascos, de armadura de escamas o laminar. Los catafractos partos llevaban dos armas principales, un arco compuesto y una lanza. El arco compuesto fue un arma secundaría, ya que el tiro con arco se dejaba para los arqueros de caballería ligera. La lanza era el arma principal de la catafracto parto y fue poco común en comparación con otras lanzas, ya que el espesor y longitud. Si el jinete tenía la suficiente capacitación y el impulso del caballo de carga era bastante grande, no era raro ver pasar una lanza de catafracto a través de dos soldados a la vez. Hubo un pequeño número de camellos catafractos través de la historia partos, pero los romanos se apresuraron a cortar de raíz ese problema potencial en la yema con la invención de abrojos para hacer daño a los pies de los camellos.
Los arqueros a caballo y sus caballos, no llevaban armadura. A menudo sólo llevaban un arco compuesto y, en batalla, disparaban flechas a los enemigos y flechas encendidas haciendo un círculo de fuego tras el enemigo, dejando todo lo demás a los catafractos.  El más famoso y recordado hecho acerca de los arqueros a caballo, era que los jinetes estaban tan bien entrenados que podían dar la vuelta en la silla de montar y seguir disparando mientras el caballo seguía adelante a todo galope, que es lo más impresionante de los partos.

## Tácticas
Las tácticas de los partos fue lo que los hizo enemigos inmejorables para los griegos y romanos. El mejor documento involucra a los arqueros a caballo quienes avanzaban por delante del ejército, lanzando flechas a los enemigos, luego se volvían sin dejar de disparar flechas, hasta el punto donde esperaba el ejército de los catafractos. Una vez que el enemigo avanzara al punto del encuentro, los catafractos avanzarían hacia adelante gritando, mientras un tambor de guerra sobre un gran camello, indicaba a los jinetes montados atacar con ímpetu contra el enemigo sin cesar.  Los arqueros a caballo mientras tanto, recargaban sus flechas desde camellos de suministro, y entonces retomaban la batalla.  Esta táctica fue efectiva en muchos niveles y por lo general aseguraba la victoria si todo salía bien. Todas las otras tácticas, se cree están, más o menos basado en la anterior. Los partos no aplicaban otras tácticas, sólo tenían éstas como la esencia de su ejército, sumadas a la velocidad del ataque. Esta cohesión del ejército, duró tanto como los azats permitieron, pues al querer regresar la nobleza a la comodidad del imperio, produjo la principal debilidad que acabó con el Imperio Parto.

## Logística
El ejército parto fue uno de los más temidos, mientras existió el Imperio Parto. Primero, contra los seléucidas de Siria y luego contra los romanos de la época de Craso, en adelante los partos se mantendrían unidos contra el mejor ejército de infantería de la época.  Los partos de alguna manera, ayudaron a los romanos a formar su propia caballería acorazada, la misma caballería de la que el Imperio Romano de Oriente sería famoso en su tiempo.